# 霍姆萊克 (科羅拉多州)
霍姆萊克（英語：Homelake）是位於美國科羅拉多州里奧格蘭德縣的一個非建制地區。該地的面積和人口皆未知。

## 地理
霍姆萊克的座標為37°34′28″N 106°05′45″W / 37.57444°N 106.09583°W，而該地的平均海拔高度為2327米（即7635英尺）。